# 武汉交通职业学院
武汉交通职业学院（英語：Wuhan Technical College of Communications），简称武交院，武汉交通职业学院原名武汉交通管理干部学院（由中华人民共和国交通部主管）。因学院由交通部划转湖北省教育厅管理，校名变更为武汉交通职业学院。

## 办学状况
学校有专任教师480人，教授、副教授154人。校园占地面积1025亩，建筑面积近30万平方米，在校学生1.6万余人。固定资产总值9.04亿元，教学仪器总值6456.71万元，馆藏各类书刊（含电子图书）160余万册。学校建有实验实训中心92个，校外实训基地152个，国家级实训基地4个，省级实训基地5个。

## 院系设置
武汉交通职业学院设有航海学院：船舶与海洋工程学院、航海学院、物流学院、交通工程学院、汽车工程学院、智能制造学院、电子与信息工程学院、经济管理学院、旅游与商务学院、艺术学院、思想政治理论课部、公共课部、实践教学中心、现代教育信息中心。

## 专业介绍
- 船舶与海洋工程学院：⒈船舶工程技术；⒉船舶工程技术；⒊船舶检验；⒋轮机工程技术；⒌焊接技术及自动化；⒍钢结构建造技术[3]
- 航海学院：⒈轮机工程技术；⒉航海技术
- 物流学院：⒈物流管理；⒉港口业务管理；⒊国际航运业务管理；⒋报关与国际货运
- 交通工程学院：⒈道路桥梁工程技术；⒉市政工程技术；⒊港口工程技术；⒋工程监理；⒌工程测量技术；⒍工程造价；⒎建筑经济管理[4]
- 汽车工程学院：⒈汽车检测与维修技术；⒉汽车运用技术；⒊汽车电子技术；⒋汽车技术服务与营销[5]
- 机电工程学院：⒈数控技术；⒉模具设计与制造；⒊机械设计与制造；⒋机电一体化技术；⒌工程机械运用与维护；⒍电气自动化技术[6]
- 电子与信息工程学院：⒈船舶电子电气技术；⒉应用电子技术；⒊光电子技术；⒋交通安全与智能控制；⒌计算机应用技术；⒍计算机网络技术[7]
- 经济管理学院：⒈市场营销；⒉投资与理财；⒊会计
- 旅游与商务学院：⒈旅游管理；⒉商务英语；⒊酒店管理；⒋旅游英语；⒌邮轮服务与管理
- 艺术学院：⒈装饰艺术设计；⒉产品造型设计；⒊广告设计与制作；⒋动漫设计与制作
- 思想政治理论课部：⒈马列教研室；⒉思品教研室；⒊形势与政策教研室；⒋综合课教研室
- 公共课部：⒈外语教研室；⒉体育教研室；⒊数学教研室
- 实践教学中心、现代教育信息中心：⒈多媒体教室简介；⒉网络中心教研室简介；⒊电学基础实验室简介；⒋计算机实验室简介；⒌金工实验室简介

## 院系师资
| 序号 | 院系名称                       | 师资数量 | 推荐老师 | 推荐老师 |
| ---- | ------------------------------ | -------- | -------- | -------- |
| 1    | 船舶与海洋工程学院             | 41       | 王鸿斌   | 邓志华   |
| 2    | 航海学院                       | 60       | 余迪     | 王荔     |
| 3    | 物流学院                       | 22       | 姬中英   | 刘浩     |
| 4    | 交通工程学院                   | 40       | 王进思   | 龙芳月   |
| 5    | 汽车工程学院                   | 31       | 谢计红   | 姜攀     |
| 6    | 机电工程学院                   | 50       | 欧阳全会 | 周少华   |
| 7    | 电子与信息工程学院             | 43       | 周丰     | 汤柳明   |
| 8    | 经济管理学院                   | 40       | 黄晶     | 刘康凤   |
| 9    | 旅游与商务学院                 | 40       | 鄢向荣   | 尚洁     |
| 10   | 艺术学院                       | 29       | 陈文     | 徐奎     |
| 11   | 思想政治理论课部               | 7        | 姜楠     | 杨涛     |
| 12   | 公共课部                       | 暂无     | 暂无     | 暂无     |
| 13   | 实践教学中心、现代教育信息中心 | 暂无     | 杨勤     | 刘洲     |

## 学校领导
党委书记 盛建龙，主持学校党委全面工作，分管学校办公室（党委办公室、校长办公室、校友办公室），联系交通工程学院。
校长、党委副书记 王进思，主持学校行政全面工作，分管质量管理与评估处（教学督导办公室、评估办公室）、人事处（外事处），联系机电工程学院。
党委委员、副校长 梁世翔，分管质量管理与评估处（质量管理办公室）、校企合作交流处（培训管理处、就业工作处、就业指导中心）、科研处（学报编辑部、高职教育研究所）、资产与后勤管理处（招投标管理办公室）、船员培训中心、图书馆（档案馆），联系航海学院、物流学院。
纪委书记、党委副书记 张心宇，分管党委工作部（党委组织部、党委宣传部、统战部、党校）、纪委办公室（监察处、审计处）、学生工作部（党委学生工作部、学生工作处、招生办公室）、党委武装部（保卫处）、离退休人员工作处、工会、团委，联系船舶与海洋工程学院、汽车工程学院。
党委委员、副校长 杨道远，分管财务处（会计核算中心）、基建处、后勤集团，联系经济管理学院、旅游与商务学院、艺术学院。
党委委员、副校长 余小三，分管教务处、实践教学中心（现代教育信息中心）、继续教育学院（中专部），联系电子与信息工程学院、思想政治理论课部、公共课部。
正校级干部 魏太原，协助校领导进行专题调研工作。